# Ech-chebka
Pour plus de détails, voir Fiche technique et Distribution.
Echebka (Les Pêcheurs) est un film algérien réalisé par Ghaouti Bendedouche, sorti en 1976. 

## Synopsis
Maamar (Sid Ali Kouiret), un jeune pêcheur travaillant dans un petit port dans l’Ouest algérien est contraint de vendre quotidiennement au rabais sa marchandise à Si Khelifa (Abdelhalim Rais), propriétaire de nombreux camions et d’une conserverie où travaillent les épouses des pêcheurs. Il fait une drôle de rencontre. Alors qu’il revient de pêche, couffin en main, il assiste à un accident de voiture. En effet, une auto percute un arbre avec à bord une magnifique fille «Hayat» ayant perdu connaissance. Maamar l’extirpe de la voiture et la sauve. C’est à ce moment précis, qu’il se rend compte de l’existence d’un autre monde. Comme réveillé d’un long sommeil, il constate que cette exploitation ne peut plus durer. Il quitte sur un coup de tête son village et sa femme Laâlia (Fatima Belhadj) pour une durée de trois ans. Il se retrouve dans la capitale qu’il quitte pour regagner son village et mener une action salvatrice … 

## Fiche Technique
- Titre : Echebka (Les Pêcheurs)
- Titre original : الشبكة
- Réalisation : Ghaouti Bendedouche
- Scénario et dialogue : Mustapha Toumi
- Directeur de la photographie : Rachid Merabtine
- Chef monteur : Rabah Daabouz
- Directeur de production : Lamine Sakhri
- Production : ONCIC
- Son : Rachid Bouafia
- Montage : Rachid Maazouza
- Musique originale : Mustapha Toumi
- Arrangement musical : Abdelouahab Salim
- Pays d'origine : Algérie
- Langue : arabe Algérien
- Format : couleur, stéréo
- Genre :
- Durée : 96 minutes
- Date de sortie : 1976 (Algérie), 1978 (France)

## Distribution
- Sid Ali Kouiret : Maamar
- Abdelhalim Rais : Si Khelifa
- Hassan El-Hassani : Ammi Rabah
- Fatima Belhadj : Laâlia
- Sissani :
- Tayeb Abou El-Hassen : Si Kouider
- Chafia Boudraa : Khalti Aldjia
- Mustapha El Anka :
- Cheikh Nourredine :
- Ahmed Kadri :
- Benyoucef Hattab : Rachid
- Hamid Lourari :

## Autour du film
Les séquences du port ont été tournées au port de pêche de Ténès.